# Hoața de identitate
Hoața de identitate (în engleză Identity Thief) este un film de comedie și de crimă regizat de Seth Gordon după un scenariu de Craig Mazin. În rolurile principale au interpretat actorii Jason Bateman, Melissa McCarthy și Jon Favreau. Filmul spune povestea fictivă a lui Sandy Patterson (Jason Bateman) a cărei identitate a fost furată de o femeie necunoscută (Melissa McCarthy).
A fost produs de studiourile Relativity Media și a avut premiera la 8 februarie 2013, fiind distribuit de Universal Pictures. Coloana sonoră a fost compusă de Christopher Lennertz. 
Filmul a avut recenzii negative, dar a fost un succes comercial: cheltuielile de producție s-au ridicat la 35 de milioane de dolari americani și a avut încasări de 174 de milioane de dolari americani.

## Distribuție
- Jason Bateman - Sandy Patterson
- Melissa McCarthy - Diana / Dawn Budgie
- Amanda Peet - Trish Patterson
- Jon Favreau - Harold Cornish
- John Cho - Daniel Casey
- Génesis Rodríguez - Marisol
- T.I. - Julian
- Morris Chestnut - Detectiv Reilly
- Robert Patrick - Skiptracer
- Eric Stonestreet - Big Chuck
- Mary-Charles Jones - Franny Patterson
- Maggie Elizabeth Jones - Jessie Patterson
- Jonathan Banks - Paolo Gordon
- Carlos Navarro - Luis the Gas Station Attendant
- Ben Falcone - Tony
- Kevin Covais - Kevin
- Ellie Kemper - Flo (nemenționat)
- Carmela Zumbado - the Salon Saleperson (nemenționat)
- Clark Duke - Everett (nemenționat)